# Borcq-sur-Airvault
Borcq-sur-Airvault est une ancienne commune française située dans le département des Deux-Sèvres et la région Nouvelle-Aquitaine.

## Géographie
Le village est traversé par la route D144.

## Toponymie
Mentions anciennes : Ecclesia de Borco (1095), Boiz (1300), Bourg sur Oyrevau (1386), Borc sus Oyreval (1402), Forteresse de Borc (1551), Borg sus Oyrvau (1554), Borc sur Oirvault (1629), St-Hilaire de Borc sous Airvaux (1782), Borcq (1793), Borc-sur-Airvault (1801).

## Histoire
Le 1er janvier 1973, la commune de Borcq-sur-Airvault est rattachée à celle d'Airvault sous le régime de la fusion-association ; le 1er janvier 2019, la commune associée de Borcq-sur-Airvault devient une commune déléguée au sein de la commune nouvelle d'Airvault.

## Politique et administration
| Période                                  | Période | Identité        | Étiquette | Qualité |
| ---------------------------------------- | ------- | --------------- | --------- | ------- |
| 2008                                     | 2020    | Jacques Métreau |           |         |
| Les données manquantes sont à compléter. |         |                 |           |         |

## Démographie
| 1793 | 1800 | 1806 | 1821 | 1831 | 1836 | 1841 | 1846 | 1851 |
| ---- | ---- | ---- | ---- | ---- | ---- | ---- | ---- | ---- |
| 286  | 262  | 285  | 330  | 363  | 354  | 373  | 381  | 388  |

| 1856 | 1861 | 1866 | 1872 | 1876 | 1881 | 1886 | 1891 | 1896 |
| ---- | ---- | ---- | ---- | ---- | ---- | ---- | ---- | ---- |
| 419  | 420  | 415  | 423  | 416  | 434  | 445  | 431  | 412  |

| 1901 | 1906 | 1911 | 1921 | 1926 | 1931 | 1936 | 1946 | 1954 |
| ---- | ---- | ---- | ---- | ---- | ---- | ---- | ---- | ---- |
| 401  | 397  | 366  | 335  | 336  | 317  | 335  | 329  | 341  |

| 1962 | 1968 | - | - | - | - | - | - | - |
| ---- | ---- | - | - | - | - | - | - | - |
| 346  | 343  | - | - | - | - | - | - | - |

## Lieux et monuments
- Église Saint-Hilaire, réhabilitée au XIXe siècle, fondations du XIe siècle
- Cimetière